# Калдыбаев, Ибрагим
Ибрагим Калдыбаев (6 января 1918, с. Карабулак, Кегенский район, Алма-Атинская область, Республика Казахстан — 10 июня 2008 село Казахстан, Алма-Атинская область, Республика Казахстан) — участник Великой Отечественной войны. Полный кавалер ордена Славы.

## Биография
Родился 6 сентября 1918 в селе Карабулак в крестьянской семье. После окончания техникума (в 1940), работал агрономом на Казыл-Арасанской МТС.
В январе 1942 призван в Рабоче-крестьянскую Красную армию. В боях Великой Отечественной войны начал принимать участие в ноябре того же года в боях под Сталинградом. 24 июля 1944 уничтожил 13 немецких военнослужащих и двух взял в плен. 1 августа 1944 награждён Орденом Славы 3-й степени. 18 января 1945 уничтожил трёх немецких военнослужащих, пулемёт и два автомобиля противника. 25 января 1945 во время боёв за город Калиш, уничтожил пять вражеских солдат и огневую точку противника. Во время подхода и форсирования Одера, уничтожил около 20 немецких солдат, 2 огневые точки противника и 2 немецких военных автомобиля. 23 марта 1945 награждён орденом Славы 2-й степени. Во время Берлинской наступательной операции (23—28 апреля 1945), уничтожил большое количество живой силы противника и три пулемёта. 10 июня 1945 награждён орденом Славы 2-й степени (1 октября 1968 заменён на Орден Славы I степени). В 1945 стал членом ВКП(б).
Демобилизовался в 1946. Работал заведующим лаборатории, позже директором колхоза. Несколько раз становился депутатом районного и сельского советов. На пенсию вышел в 1970. Умер 10 июня 2008. Похоронен в селе Казахстан Енбекшиказахского района, в котором жил последние годы.

## Награды и почётные звания
- Орден Славы I степени (1 октября 1968; № 3107)
- Орден Славы II степени (23 марта 1945; № 18512)
- Орден Славы II степени (10 июня 1946, 1 октября 1968 заменён на Орден Славы I степени)
- Орден Славы III степени (1 августа 1944; № 174146)
- Орден Отечественной войны I степени (11 марта 1985)
- Медаль «За боевые заслуги» (14 мая 1944)
- Почетный гражданин Енбекшиказахского района

## Память
Одна из улиц села Казахстан названа в честь Ибрагима Калдыбаева